# Ruben Loftus-Cheek
Ruben Ira Loftus-Cheek (* 23. Januar 1996 in Lewisham, London) ist ein englischer Fußballspieler. Der Mittelfeldspieler steht in Diensten der AC Mailand und ist ehemaliger Nationalspieler von England.

## Vereinskarriere
Ruben Loftus-Cheek wurde in London geboren und trat 2004 der Jugendabteilung des FC Chelsea bei. Er durchlief diverse Juniorenmannschaften des Londoner Vereins und konnte mit der U-21-Mannschaft in der Saison 2013/14 die U-21-Premier League gewinnen. Zudem wurde er beim U-19-Team eingesetzt, mit welchem er in der Spielzeit 2014/15 die UEFA Youth League gewann, wo im Finale Schachtar Donezk geschlagen wurde. Sein Debüt für die A-Mannschaft gab er am 10. Dezember 2014 im Gruppenspiel der Champions League gegen Sporting Lissabon. Das erste Mal für den Premier-League-Kader des FC Chelsea wurde er am 31. Januar 2015 nominiert, als er am 23. Spieltag kurz vor Schluss beim 1:1-Unentschieden gegen Manchester City eingewechselt wurde. Am Ende der Saison 2014/15 konnte er mit Chelsea den Gewinn der englischen Meisterschaft feiern. Sein erstes Pflichtspieltor konnte Loftus-Cheek am 10. Januar 2016 gegen Scunthorpe United in der dritten Runde des FA Cups erzielen, als er nach Einwechslung zum 2:0-Endstand traf. Im Europa-League-Spiel der Saison 2018/19, erzielte Loftus-Cheek einen Hattrick gegen BATE Borisov.
Anfang Oktober wechselte der Mittelfeldspieler bis zum Ende der Saison 2020/21 auf Leihbasis innerhalb der Premier League und des Stadtteils zum Aufsteiger FC Fulham. Dort kam Loftus-Cheek 30-mal in der Liga zum Einsatz, stand 21-mal in der Startelf und erzielte ein Tor. Am Saisonende stieg der FC Fulham jedoch in die EFL Championship ab.
Zur Saison 2021/22 kehrte Loftus-Cheek zum FC Chelsea zurück.
Nach 19 Jahren beim FC Chelsea wechselte Loftus-Cheek zur Saison 2023/24 nach Italien zur AC Mailand. Bei Milan war der Engländer von Beginn an im Mittelfeld gesetzt und absolvierte dadurch sein Debüt für die Italiener direkt am ersten Spieltag der Serie A beim 0:2-Auswärtssieg gegen den FC Bologna. Sein erstes Tor für die Mailänder folgte im September 2023 beim 1:3-Auswärtssieg gegen Cagliari Calcio. In seinem ersten Jahr in Italien absolvierte er 29 Ligaspiele und erzielte dabei sechs Tore. Verletzungsbedingt kam Loftus-Cheek in der Saison 2024/25 nur noch auf 19 Ligaspiele, gewann dafür aber mit den Mailändern im Finale gegen den Stadtrivalen Inter Mailand den italienischen Superpokal.

## Nationalmannschaft
Am 10. November 2017 debütierte er in einem Freundschaftsspiel gegen Deutschland in der englischen A-Nationalmannschaft. Im Mai 2018 wurde er von Gareth Southgate in den englischen Kader für die WM 2018 berufen. Er kam dabei 4 Mal zum Einsatz und belegte mit der Mannschaft den 4. Platz.

## Titel und Erfolge
Vereinstitel
- FC Chelsea:
  - Englischer Meister: 2015, 2017
  - UEFA-Europa-League-Sieger: 2019
  - UEFA-Super-Cup-Sieger: 2021
  - UEFA-Youth-League-Sieger: 2015
  - Englischer U21-Meister: 2014
- AC Mailand:
  - Italienischer Superpokalsieger: 2024/25

Nationalmannschaft
- Turnier von Toulon: 2016[6]

Individuelle Auszeichnungen
- Bester Spieler des Turniers von Toulon 2016[6]